# Vantis
Vantis是一家半導體公司（部分資料中也叫「威特信公司」），專門研發製造可程式邏輯裝置（Programmable Logic Device，PLD）。該公司原是超微（AMD）公司的PLD事業部門，之後在1998年1月20日分立成獨立公司，稱為Vantis，但股份上是由超微100%轉投資，到了1999年4月20日由萊迪恩半導體公司]]（Lattice Semiconductor）以5億美元的現金向超微公司收購。

## 备注
1. ^  - 事實上，比1998年更早的1997年即有電子技術的相關刊物上看到Vantis公司的廣告，即在1998年以前即有Vantis這個字。

## 外部連結
- 超微公司為其分立出去的可程式邏輯公司命名（英文）
- 萊迪恩半導體公司自超微公司手中收購Vantis公司（英文）